# Ignatz Wiemeler
Ignatz Wiemeler (* 3. Oktober 1895 in Ibbenbüren; †  25. Mai 1952 in Hamburg) war ein deutscher Buchbinder, Taschendesigner und Hochschullehrer.

## Leben
Ignatz Wiemeler wurde als Sohn des Buchbinders Andreas Wiemeler in der Großen Straße in Ibbenbüren geboren. Von 1911 bis 1914 absolvierte er eine Buchbinderlehre in der nahen Stadt Osnabrück. Zwei seiner Brüder fielen im Ersten Weltkrieg. Anschließend studierte von April 1914 bis 1921 an der Kunstgewerbeschule Hamburg (unterbrochen von 1914 bis 1916 durch Kriegsdienst). Während des Kriegsdienstes wurde er durch einen Lungenschuss verletzt, an dem er zeitlebens litt. Zu seinen Lehrern gehörte Carl Otto Czeschka. 1921 wurde Wiemeler von Hugo Eberhardt an die Kunstgewerbeschule (heute Hochschule für Gestaltung) in Offenbach am Main berufen, wo er als Dozent bis 1925 Buchbinderei unterrichtete.
Im Jahr 1923 war Ignatz Wiemeler Mitbegründer der Vereinigung Meister der Einbandkunst. 1924 nahm er an der Buchkunst-Ausstellung der Landesgruppe Rhein-Main des Bundes deutscher Gebrauchsgraphiker statt, die überregional Beachtung fand. Sein Werk beeinflusste wesentlich die industrielle Fertigung von Bucheinbänden. Gleichzeitig war Wiemeler als Taschendesigner für die Lederwarenindustrie tätig. 1925 nahm er eine Professur an der Hochschule für Grafik und Buchkunst Leipzig an, die er bis 1945 innehatte, im Anschluss wechselte er an die Landeskunstschule Hamburg, wo er bis zu seinem Tod blieb. 
Am 8. März 1941 heiratete er Margie geb. Oeffner (genannt Gretel). Das Paar bekam zwei Töchter: Ingeline und Susanne. Bereits 11 Jahre nach seiner Heirat starb er am 25. Mai 1952. Sein Werk wurde in der Die Zeit gewürdigt. Er wurde in Hamburg auf dem Friedhof Ohlsdorf in der Nähe von Kapelle 6 beigesetzt. In der Bibliothek des Museums für Kunst und Gewerbe Hamburg befindet sich eine Bronzebüste von Ignatz Wiemeler. 
2001 wurde im Industriegebiet Süd-Ost in Ibbenbüren eine Straße nach Ignatz Wiemeler benannt.

## Werk
Ignatz Wiemeler ist ein Vertreter der traditionsaffinen Offenbacher Schule, zu der auch der Typograf Rudolf Koch und der Maler Karl Friedrich Lippmann gehören.
Ernst Engel, der Kollege von Wiemeler an der Kunstgewerbeschule Offenbach war, beschäftigte ihn mit der Gestaltung der Bucheinbände seiner Ernst-Engel-Presse. Diese äußerst exklusiven Kleinauflagen sind bis heute begehrt. Hölderlins Der Tod des Empedokles von 1924 bis 1925 wurde im März 2008 bei Venator & Hanstein für 28.000 € versteigert. Nahezu alle hundert Einbände von Ignatz Wiemeler sind auch im Klingspor-Museum in Offenbach mit je einem Exemplar vertreten. Ein Werk von Wiemeler ist im Museum of Modern Art in New York ausgestellt (Oct.1, 1935 AA 186734, 32255).